# Migrations serbes
Les migrations serbes dans les Balkans revêtent une grande importance politique, linguistique et culturelle dans l'histoire des Serbes. Ces migrations ont été motivées par diverses raisons : certaines, massives mais ponctuelles, sont conséquence de la politique d'occupation turque, comme la grande migration de 1690 ; d’autres, plus diffuses mais sur des périodes plus longues, parfois des siècles, furent des déplacements causés par la surpopulation ou par des problèmes environnementaux (déforestation, sécheresse) de certaines régions.

## Migration des Serbes auVIIesiècle

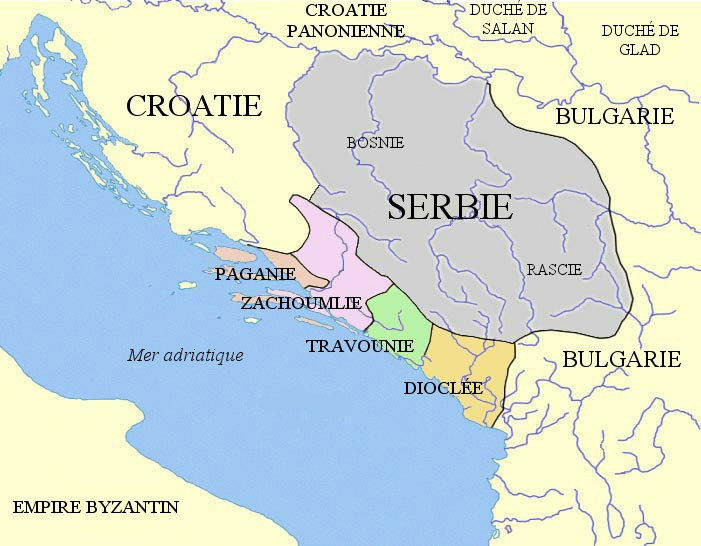
Les territoires peuplés par les Serbes après qu'ils ont chassé les Avars, selon De Administrando Imperio

Au VIIe siècle, lorsque l’Empereur romain d'Orient Héraclius demanda l’aide des Slaves du nord pour refouler les Avars hors de l’Empire byzantin, Procope de Césarée et Théophylacte Simocatta relatent que des « Sklavènes » vinrent s'installer entre le Danube, l'Urbanus, la Narenta, la mer Adriatique et la Margus, notamment en Dioclée (qui prit plus tard le nom de Zeta, et encore bien plus tard Monténégro), en Bosnie et dans les régions côtières de Paganie (également dénommée Narentanie), de Zachlumie (correspondant toutes deux, aujourd'hui, à la Dalmatie orientale) et de Travounie (approximativement le sud-ouest de l'actuelle Herzégovine) ; là ils passèrent progressivement de la mythologie slave (fidèles de Péroun, Domovoï, Korochoun et autres dieux slaves) au christianisme byzantin. Selon la mythologie historique serbe, forgée par les protochronistes (minoritaires, mais très influents), ces Sklavènes seraient déjà des Serbes, venus de la « Serbie blanche » sous la conduite d'un Prince de Serbie blanche, et dont les descendants actuels sont les Sorabes de l'Allemagne orientale ; quant à la « Serbie blanche » elle aurait été fondée dès l'Antiquité par des Serboï venus du Caucase (en fait, des Siraques, lesquels n'étaient pas des Slaves mais des Iraniens).

### Migration de 976
Selon Jean Skylitzès, un échange de populations aurait eu lieu entre l'Empire byzantin et le royaume slave de Grande-Moravie en 976 : une partie des Serbes de la Serbie blanche (dont les descendants actuels sont les Sorabes de l'Allemagne orientale) vinrent s'installer dans le bassin d'un affluent du Danube, le Margos, qu'ils nomment Morava, tandis que les Valaques de cette région, ayant résisté à la conquête byzantine de l'empereur Basile II qui avait confisqué leurs terres, partent s'installer en Moravie septentrionale, où ils forment la Valaquie morave. Pour les protochronistes, les Valaques de Moravie descendent en droite ligne des Volques, un peuple celte d'abord romanisé puis slavisé, mais sur place, en Moravie, il n'y a ni mention écrite, ni preuve archéologique de cela. C'est pourquoi les spécialistes tchèques supposent que des groupes de bergers roumains partis de l'actuelle Roumanie (Transylvanie, Banat) ou de l'actuelle Serbie orientale, se seraient installés en Moravie orientale plus tard, du XVe siècle au XVIe siècle.

## Les migrations serbes sous l’occupation turque duXVeauXIXesiècle
Les régions concernées sont l' Herzégovine (aujourd’hui en Bosnie, en république serbe de Bosnie pour une partie), le Monténégro et la région de Sjenica.
Dans les régions montagneuses où les Turcs n'ont pas établi une autorité forte, la culture serbe s'est conservée intacte. La plus grande dynastie serbe, les Nemanjić, sont originaires de la région montagneuse de Rascie, berceau de la culture et du peuplement serbes.
Les montagnes, moins touchées par les épidémies, assuraient aux Serbes une moindre mortalité infantile et plus de longévité. Pendant 4 siècles, du XIVe au XVIIIe siècle, les sources historiques décrivent huit migrations principales des montagnes vers les plaines ; les auteurs de l'époque n'ont pas relevé les migrations mineures qui prises une à une, devaient être plus importantes en nombre que les huit principales réunies.
Le principal courant de migration se dirigea vers la Šumadija qui était à l’époque, une vaste et dense forêt, qui assurait aux Serbes une certaine sécurité vis-à-vis des Turcs et leur permettait aussi de faire la guérilla vis-à-vis des Ottomans grâce à ses haïdouks. Simultanément, dans des plateaux montagneux comme la Morlaquie, le Durmitor, la Romanija Planina, le Stari Vlah ou la Vlahina, ainsi que dans les bassins de la Morava et du Timok, la slavisation progressive des Valaques déjà orthodoxes augmenta aussi le nombre des Serbes, au point que les Croates, catholiques, appellent « valaque » tout berger slave orthodoxe.
La monarchie des Habsbourg libéra de temps en temps de vastes régions pendant l'occupation turque (traités de Sremski Karlovci et de Požarevac). Cela encouragea les migrations serbes, car les montagnards serbes étaient de robustes guerriers souvent de grande taille, qui fournissaient à l'empire autrichien le gros de ses garde-frontières. Après la grande migration de 1690, la Krajina, la Slavonie, le Banat occidental et la Syrmie formèrent la Voïvodine, centre culturel des Serbes de l'empire d'Autriche.
Par la suite, des Serbes et des Croates franchirent, souvent en qualité de pandoures (soldats-paysans libres), la Drave pour coloniser toute la Hongrie occidentale, le Burgenland et l'Autriche orientale jusqu’à Vienne et même jusqu'en Moravie tchèque.

## La migration de 1690
La grande migration de 1690 s'est effectuée au cours de la deuxième guerre austro-turque qui eut lieu de 1683 à 1699. Elle opposa les chrétiens d'Europe centrale coalisés à l'Empire ottoman. L'alliance chrétienne était composée de :
- la maison d'Autriche,
- l'Empire russe,
- la république de Venise,
- la Pologne
- et les soldats-paysans serbes, plus connus sous les noms de haïduks et de pandoures.

Cette guerre débuta par la Bataille de Vienne. Au cours de la contre-offensive au second siège de Vienne, l'Autriche libéra de l'occupation turque, la Hongrie, la Serbie et la Macédoine.
Dans l'armée autrichienne, on compte de nombreux Serbes qui mobilisèrent leurs compatriotes encore sous le joug turc. Cela fonctionna : les Serbes libérèrent seuls la région de la Macva, la Serbie orientale ainsi que Sjenica et le sandjak de Novi Pazar. Forts de ce succès, les Serbes demandèrent à l'Autriche de les aider à organiser leur royaume. Toutefois, les Habsbourg ne tenaient pas à créer une Serbie indépendante, mais garder les territoires serbes au sein de leur Empire.
Pendant les négociations entre Serbes et Autrichiens, les Turcs avaient rassemblé leurs forces de Roumélie. La contre-offensive turque reprit aux Habsbourg la Macédoine et s'engagea vers le sud du Kosovo. En plus de ces premières défaites, la France avait déclaré la guerre aux Habsbourg dans l'ouest. C'était trop pour l'Autriche : première défaite devant les Turcs, menacée par la France sur ses possessions de l'ouest (actuelle Belgique), risque de création d'une Serbie indépendante. Devant toutes ces menaces, l'Autriche décida de se replier aux nord du Danube et de la Save afin de sauvegarder au moins une partie de ses conquêtes.

### Autonomie des Serbes au sein de l'empire d'Autriche
À Belgrade, une assemblée serbe se réunit et demanda à l'empereur Léopold Ier du Saint-Empire d'assurer la sécurité de ses alliés serbes. L'empereur accepta d'accueillir sur les terres récemment libérées au nord de Belgrade, sur la rive gauche du Danube « tous les Serbes qui étaient prêts à se battre contre les Turcs ». Dans les confins militaires (Vojna Krajina), il leur offrit des franchises comprenant des exemptions de taxes et des libertés religieuses (culte orthodoxe), judiciaires et éducatives (tribunaux et écoles serbes). Ils recevaient des armes pour pouvoir défendre l'Empire contre les Ottomans ; ils pouvaient attaquer seuls les Ottomans dans une guerre d'usure mais devaient répondre aux ordres de mobilisation de l'empereur. L'empereur et lui seul détenait une autorité sur les Serbes qui n'avaient de comptes à rendre ni aux gouverneurs autrichiens des provinces, ni aux ispáns (préfets) hongrois.
Arsenije III Čarnojević, le patriarche de l'Église orthodoxe serbe, satisfait de l'autonomie ainsi accordée par l'empereur, organisa l'une des plus grandes migrations de l'histoire serbe, entre 1690 et 1694 de 40 000 à plus de 200 000 Serbes quittèrent rien que le Kosovo (chiffre énorme pour l'époque : presque 4 fois la population de Londres), pour s'installer en Voïvodine, Slavonie et Krajina. Sachant que les Turcs avaient déjà durement réprimé les Serbes qui s'étaient alliés aux Autrichiens, ils craignaient que le retour des Ottomans au Kosovo, qui était le foyer central de la révolte serbe, ne provoque un massacre général de la population chrétienne (la population musulmane, de langue le plus souvent albanaise, n'avait rien à craindre des Ottomans et formait une « chamerie » semi-autonome).
À la fin de la migration, la Rascie devenue sandjak de Novipazar et le Kosovo avaient perdu une grande partie de leur population chrétienne, émigrée en Voïvodine (aujourd'hui serbe), en Slavonie (aujourd'hui croate) et jusque dans la ville hongroise de Szentendre.

## La migration de 1737
En 1737, la monarchie des Habsbourg déclara la guerre à l'Empire ottoman, afin d'éviter une trop grande influence de l'Empire russe dans cette partie de l'Europe qu'elle considérait comme étant sa chasse gardée. L'empereur d'Autriche rencontra le patriarche serbe Arsenije IV Jovanović Šakabenta et lui demanda de pousser à la rébellion les Serbes sous domination turque. La révolte serbe, également soutenue par les Russes, libéra les villes de Niš, Pirot, Novi Pazar. Mais la préparation des Autrichiens était insuffisante, et les Turcs reprirent les villes libérées. Après leur victoire de Grocka en 1739, il récupérèrent aussi les gains territoriaux de la guerre précédente. Les Serbes furent massacrés en représailles par les Turcs, cela poussa à la migration un grand nombre d'entre eux vers la région de Syrmie, en Slavonie croate aujourd'hui.

## Émigration duXIXesiècleà 1946
L'émigration serbe à cette époque est due à des raisons économiques et s'oriente surtout vers les grands centres urbains et les bassins miniers, en France, Belgique, Allemagne, États-Unis et Canada. Les populations agricoles cherchaient à améliorer leur quotidien dans les grandes villes du monde industriel.
À partir de 1918, l'émigration ralentit et elle se diversifie, elle devient aussi culturelle. La France par son prestige culturel attire des intellectuels serbes pour faire leurs études. L'alliance Franco-Serbe et plus tard Franco-Yougoslave (petite Entente) fait aussi de Paris le centre de formation militaire du royaume des Serbes, Croates et Slovènes. Les mouvements artistiques s’intéressent aux tendances artistiques qui parcourent Paris. À leur retour, les artistes créent des mouvements correspondants, comme le surréalisme en Serbie ou l’École de Paris dans la peinture.
Cependant, lors de la Seconde Guerre mondiale, le Kosovo est rattaché a l'Albanie, sous domination italienne fasciste. Environ 10 000 Serbes, Juifs et Roms sont tués et entre 80 000 et 100 000 sont chassés du Kosovo

## Émigration de 1946 à 1991
Dans un premier temps jusqu'au début des années 1960 en fait, l'émigration serbe en France est due à l'instauration du régime communiste en Yougoslavie. Les résistants royalistes qui ont combattu les nazis ainsi que les communistes de Tito trouvent refuge en partie en France, aux États-Unis, Canada, et aussi en Australie.
L'installation en France est aussi due à l'amitié de Draža Mihailović et Charles de Gaulle. De Gaulle encouragera leur installation en France.
À partir des années 1960, la détérioration de l'économie yougoslave et le risque de révolte en Yougoslavie vis-à-vis du régime titiste pousse le régime à organiser une émigration massive « provisoire » selon le régime titiste dans le but de donner une expérience à l'étranger à leurs ressortissants. Un million de Yougoslaves quitteront le pays entre 1965 et 1975, et cela en toute légalité, la Yougoslavie ayant signé des accords sur l'emploi avec la majorité des pays d'Europe occidentale.
Les Yougoslaves étaient d'ailleurs des salariés très recherchés, en raison de leur niveau d'études très élevé. En effet selon une étude faite à l'époque, le niveau de leur scolarisation acquis en Yougoslavie est le plus élevé de tous les migrants interrogés :
- 35 % ont plus de 9 ans de scolarité,
- 30,9 % ont plus de 7-8 ans,
- 5,4 % ont moins d’un an de scolarité, ce qui est très peu à l'époque et même aujourd'hui
- 99,3 % savent lire et écrire dans leur langue (contre 74,2 % pour l’ensemble des migrants).

Seul point noir, n'étant pas issus d'un pays colonisé par la France, comme la majorité des immigrés, ils avaient une faible connaissance du français.

## Émigration de 1991 à aujourd’hui

### Expulsion des Serbes de la république serbe de Krajina
Pendant et après l'opération tempête, 500 000 Serbes ont été expulsés de Croatie. Slobodan Milosevic a voulu les installer au Kosovo mais très peu d'entre eux acceptèrent de s'installer dans la province méridionale de la Serbie, en raison de la menace albanaise. La grande majorité des Serbes de Croatie s'installa en Voïvodine et à Belgrade. Un nombre important d'entre eux s'installèrent aussi en république serbe de Bosnie. Les plus défavorisés immigrèrent, en Allemagne, Autriche, Suède, Suisse, France, Grande-Bretagne. D'autres s'installèrent en Australie, Nouvelle-Zélande, et États-Unis d'Amérique.

### Mouvement des populations serbes en Bosnie pendant la guerre et après les accords de Dayton

Les territoires peuplés par les Serbes dans l'espace yougoslave en 2008

### Expulsion des populations serbes du Kosovo
L'expulsion des Serbes du Kosovo débute lors de l'installation ottomane (au Moyen Âge) dans la région, les turcs favorisèrent l'installation de population albanaise islamisée et exhortèrent les Serbes de la région à adopter la religion des nouveaux maîtres. Les populations chrétiennes du Kosovo qu'ils soient serbes ou albanais pour une partie se convertirent à l'Islam pour une seconde partie restèrent au Kosovo tout en gardant leur religion et pour une troisième partie fuirent la région, la plupart des Serbes s'installèrent dans les confins militaires et au Monténégro alors que les Albanais émigrèrent en Italie du Sud en Sicile (où ils devinrent des
Arbëresh mais aussi certains d'entre eux suivirent les Serbes dans les confins militaires.

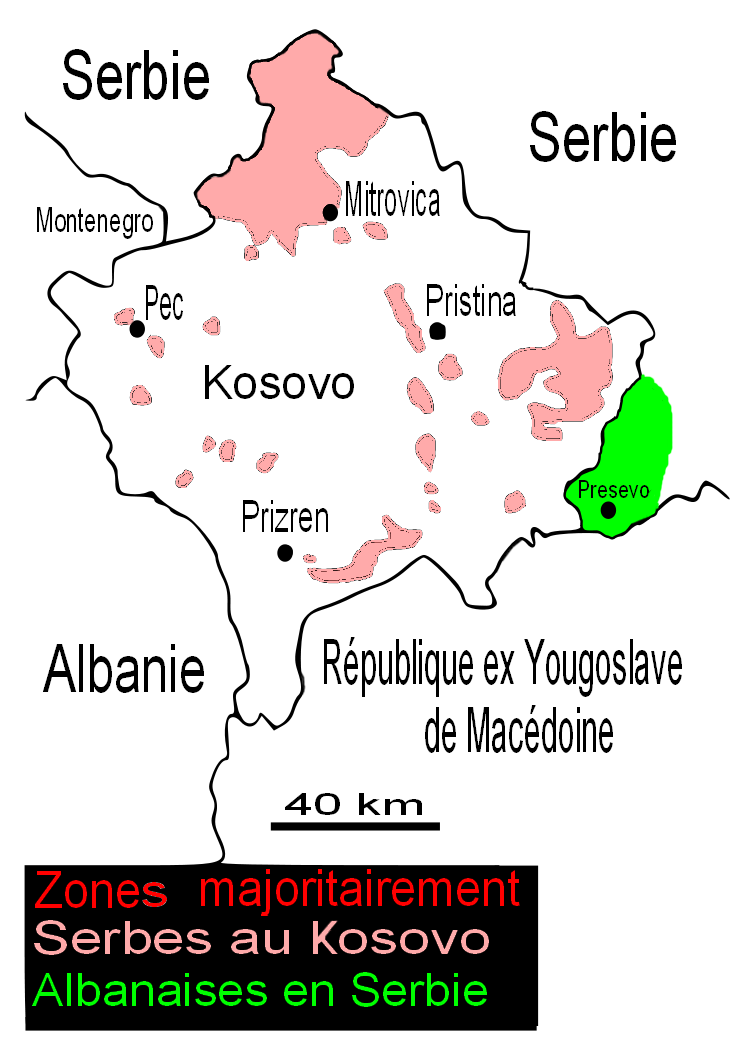
Les Serbes au Kosovo et les Albanais en Serbie centrale en 2012

## Sources
- Encyclopédie Universalis, article pays ruches.
- Dusan Batkovic, "Histoire du peuple serbe", éditions L'âge d'homme  (ISBN 282511958X)